# Иллюзионист (мультфильм)
«Иллюзиони́ст» (англ. The Illusionist, фр. L'Illusionniste) — второй полнометражный мультипликационный фильм Сильвена Шоме, который вышел в 2010 году. Мультфильм был снят на его эдинбургской киностудии Django Films интернациональной группой мультипликаторов. Бюджет мультфильма оценивается примерно в 11 млн. фунтов стерлингов, а само финансирование осуществлялось компанией Pathe Pictures. Фильм посвящён памяти Софи Татищев, дочери сценариста.

## Сюжет
Иллюзионизм — один из весьма редких и «умирающих» видов сценического искусства. Талант главного героя, француза по фамилии Татищев, начинает исчезать за светом многочисленных рок-звёзд, и теперь главному герою приходится выступать в разного рода полузаброшенных театрах, в городских садах, в сомнительных кафе. И вот как-то раз в одной из сельских пивнушек, на западе Шотландии, иллюзионист повстречал девушку по имени Э́лис. Убирая рядом с комнатой иллюзиониста, девушка роняет небольшой кусок мыла, который подбирает фокусник и возвращает уже большой, новый кусок мыла. Заметив, что обувь девушки уже пришла в негодность, Иллюзионист покупает ей пару башмачков. А чтобы девушка не чувствовала себя обязанной, делает вид, что коробка с обновкой появилась ниоткуда, просто из-под платка. Элис в благодарность берется перестирать все рубашки «волшебника», хотя он пытается объяснить, что она не обязана это делать.
Деревенские жители совсем не похожи на городских: будучи более наивными, они равно удивляются как фокусам иллюзиониста, так и электричеству (действие разворачивается во время празднования его проведения на остров). Элис полагает, что его фокусы — самое настоящее волшебство, но из-за того, что она говорит только на гэльском, Иллюзионисту не удается объяснить ей обратное.

Кадр из мультфильма «Иллюзионист»

Девушка тайком едет вслед за Иллюзионистом в Эдинбург. Однако на пароме выясняется, что билета у неё нет. И Иллюзионист снова выручает её «волшебным» образом. В Эдинбурге они селятся в актёрской гостинице. У Иллюзиониста есть небольшой контракт в заштатном театрике, но денег едва хватает, чтобы покупать самое необходимое. Не лучше обстоят дела и у коллег по цеху. Элис ведёт хозяйство Иллюзиониста. Похоже, она считает уже любое удачное стечение обстоятельств «волшебным вмешательством» её друга. Фокусник очень рад, что девушка поддерживает его, тем более, что у Элис действительно доброе сердце. Он дарит ей различные роскошные подарки, которые он, дескать, получает «из ниоткуда». Всячески стараясь не разочаровать свою Элис, Иллюзионист никак не может сказать ей о том, что на самом деле волшебства нет и что он в реальности теряет деньги, преподнося ей то, что она увидела в витрине магазинов. Денег катастрофически не хватает, и Иллюзионист устраивается на ночные работы, тайком уходя, когда девушка уже спит.
Постепенно Элис меняется. Из деревенской простушки она превращается в модную городскую девушку. Считая, что «волшебник» всё равно берёт что хочет «из воздуха», она не способна оценить те жертвы, на которые идёт ради неё пожилой человек. Даже соседей по театральной гостинице она жалеет куда больше. Но тут и до Эдинбурга докатывается волна модной эстрады. Клоуны, эксцентрики, акробаты, иллюзионисты стремительно теряют популярность и один за другим оказываются на улице. Иллюзионист не чурается никакой работы, будь то покраска, мойка в гараже или фокусы за витриной магазина.
Когда Элис становится совершеннолетней, она влюбляется. Понимая это, иллюзионист решается покинуть её. Фокуснику теперь не перед кем притворяться. Уезжая, он оставляет девушке прощальную записку, в которой крупными буквами написано то, что он пытался сказать ей все это время: «Волшебников не бывает» (Оригинальный текст: magicians do not exist). Пелена обмана рассеялась, и теперь Иллюзионист продолжает вести свой прежний бродячий образ жизни…
В конце фильма иллюзионист едет на новое место. Вместе с ним в купе едут мама с маленькой дочкой. Иллюзионист видит, как девочка рисует и роняет карандаш. Фокусник засовывает длинный, новый карандаш в рукав, подбирает карандаш девочки, видимо чтоб показать девочке фокус, как маленький карандаш стал новым. Но в последний момент возвращает ей её карандашик.

## История создания
В основе мультфильма лежит невоплощённый сценарий французского мима, актёра и режиссёра Жака Тати, записанный в виде личного письма к его ныне покойной старшей дочери в сотрудничестве со знаменитым сценаристом Жан-Клодом Каррьером между фильмами «Мой дядя» и «Время развлечений». Сценарий передала Шоме младшая дочь Тати, Софи Татищефф, когда Шоме просил разрешения использовать сценку из фильма Тати «Праздничный день» в своём мультфильме «Трио из Бельвилля». Татищефф предложила сделать из него мультфильм, так как ей не хотелось, чтобы её отца играл актёр.
Главный герой мультфильма является мультипликационной версией Тати, анимацией которой занимался лично Шоме. Сюжет вращается вокруг злоключений фокусника, который попадает в закрытое сообщество и встречает девушку, которая убеждена, что он — настоящий волшебник. Действие мультфильма разворачивается в Шотландии в конце 1950-х годов.
Первые кадры мультфильма были продемонстрированы на Каннском кинофестивале в 2008 году.
Премьера состоялась на Берлинском кинофестивале в феврале 2010 года. Премьера в России — 26 августа 2010 года.

## Награды и номинации
- 2010 — премия «European Film Awards» за лучший анимационный фильм
- 2010 — премия «Spotlight Award» Национального совета кинокритиков США (Сильвен Шоме, Жак Тати)
- 2011 — премия «Сезар» за лучший анимационный фильм
- 2011 — номинация на премию «Оскар» за лучший анимационный фильм (Сильвен Шоме)
- 2011 — 5 номинаций на премию «Энни» за лучший анимационный фильм, лучший режиссёр, лучший сценарий, лучшая музыка, лучший дизайн персонажей
- 2011 — номинация на премию «Золотой глобус» за лучший анимационный фильм